# Cocker spaniel inglese
Il cocker spaniel inglese è una razza di cane da caccia e da tartufo particolarmente elegante ed aristocratica.  Originariamente fu selezionata per la caccia della beccaccia, ma attualmente per le sue caratteristiche è una delle migliori per quasi tutti i tipi di caccia. Ottimo cane nuotatore, è adatto al lavoro anche in zone paludose e quelle in cui la vegetazione è fitta. Ha un carattere allegro e la coda dal movimento incessante e gioioso, in particolare quando segue una traccia, incurante delle difficoltà del terreno. Ama correre e giocare con il padrone, è forte, sportivo, molto armonioso e compatto.
L'azione del cocker spaniel è sciolta, decisa ed ampia con grandi falcate e presa di terreno.

## Aspetto generale
Ha un tronco cosiddetto "nel rettangolo", anche se l'altezza è circa pari alla lunghezza (misurata però dalla radice della coda alla punta del garrese, piuttosto che alla punta dello sterno, come invece nel caso delle razze dette "nel quadrato"). Il 90% è di piccola taglia. Il cranio è ben sviluppato e cesellato con lo stop ben marcato posto a metà tra tartufo e occipite.
La bocca ha mascelle forti con una completa dentatura che chiude a forbice. Gli occhi non sono mai chiari e le orecchie sono inserite basse al livello dell'occhio e arrivano in lunghezza fino al tartufo; sono ben ricoperte di pelo lungo e mosso alle estremità, spesso ricciuto quando bagnato.
Il collo muscoloso non deve avere giogaia. Il tronco, ben compatto, deve avere la linea superiore che scivola inclinata verso la coda. Il torace deve essere ben sviluppato con il petto non largo ma nemmeno troppo stretto.
L'attaccatura della coda è leggermente più bassa della linea dorsale e deve essere in frenetico movimento durante l'azione e portata orizzontalmente, mai rivolta verso l'alto. Se amputata, deve essere comunque ben visibile senza che disturbi il cane al lavoro. Se naturale non tagliata, la coda contribuisce a fornire nell'insieme un maggiore equilibrio motorio.
Il peso non dovrebbe superare i 14,5 kg previsti dallo standard. L'altezza è per i maschi di 39–41 cm mentre per le femmine di 38–39 cm.
Il pelo ha 18 varianti di colore, anche se i più comuni sono: il fulvo, nero, tricolore e roano. Le combinazioni note sono:
- Unicolore: nero; rosso; fulvo; fegato (cioccolato); nero focato; fegato focato; il bianco non è ammesso se non in piccola quantità sul petto.
- Multicolore: bicolore; nero e bianco; arancione e bianco; fegato e bianco; limone e bianco. Tutti con o senza moschettature.
- Tricolore: nero, bianco focato; marrone, bianco con focature.
- Roano: blu roano; arancione roano; limone roano; fegato roano; blu roano focato; fegato roano focato.

Il pelo è piatto. Di tessitura serica, mai del tipo “filo di ferro”, né ondulato. Non troppo abbondante e mai arricciato. Gli arti anteriori, il tronco e i posteriori, sopra i garretti, sono ben guarniti di frange.

## Storia
Il cocker spaniel è un cane vivace che ha le origini negli spaniel di re Carlo importati dalla Francia e dall’Italia e molto amati da Carlo I e da Carlo II. In quei tempi i cani possedevano un naso lungo (i cani dal naso corto furono allevati molto più tardi). Il duca di Malborough effettuò studi con alcuni allevamenti e allevò incroci tra gli spaniel di re Carlo con i suoi spaniel rossi e bianchi di razza Blenheim. Questi erano più grossi dei moderni spaniel e si usavano per stanare le beccacce - da cui il nome “cocker” che sembra possa derivare dal nome di questo uccello, woodcock.
Questi cani erano posseduti da famiglie di alto ceto sociale e tra l’aristocrazia divennero uno status symbol. Oggi si può affermare che sono i più popolari, più diffusi e, probabilmente, i più amati dagli appassionati.
I cocker spaniel sono stati riconosciuti come razza a parte rispetto ai field e springer spaniel subito dopo la fondazione del Kennel Club, nel 1873. In origine la razza era conosciuta con il nome di “cocking spaniel”, per la capacità di far alzare in volo le beccacce. Come per alcune altre razze da caccia, attualmente esiste una differenza tra i soggetti da esposizione e quelli destinati alla caccia: il cocker da esposizione è più robusto e più pesante rispetto a quello utilizzato per il lavoro.

## Carattere
È docile ed estremamente sensibile. Come tutti i cani da caccia, ha un innato istinto sociale, per cui è adatto a vivere in famiglia e con altri animali. È vivace e cerca coccole e carezze sia dal padrone che dagli estranei. Viene ritenuto un cane testardo, tuttavia è addestrabile e intelligente; necessita però di un addestramento costante e senza "strappi alle regole" poiché è facilmente viziabile. Di carattere allegro, con la coda che scodinzola sempre, mostrando un tipico movimento agitato, specialmente quando segue una pista, senza alcun timore dei terreni infestati dai rovi. Gentile ed affettuoso, ma pieno di vita e di esuberanza, è un cane attento in ogni momento, con un fiuto formidabile, è molto intelligente ed empatico. Ha un udito e un olfatto molto sviluppati (anche per questo è un ottimo cane da caccia). È determinato e non si arrende alle difficoltà.
Necessita di passeggiate quotidiane conformi al suo temperamento: per lui è indispensabile un'attività motoria di medio-alta intensità. Sebbene gradisca gli agi e sia docile e adatto alla vita familiare, è indipendente; ama correre all'aria aperta, fiutare delle piste. Ignorare la sua natura agreste significa renderlo infelice e privarlo di una fondamentale valvola di sfogo, favorendo l'accumulo di energia inespressa che si traduce inevitabilmente in stress. L'esemplare può allora diventare lunatico, aggressivo verso gli altri cani e mordace nei confronti dell'uomo. La testardaggine che talvolta gli si attribuisce è spesso direttamente correlata al mancato soddisfacimento dei suoi bisogni elementari; ma se il suo padrone li asseconda e non li sopprime, la razza sa dimostrare di essere dotata di grande obbedienza e disponibilità a un'educazione che sappia essere metodica.

## Malattie
La razza è soggetta a gravi malattie genetiche, alcune invalidanti, altre mortali. Tra queste la nefropatia familiare (FN), l'atrofia progressiva della retina (PRA) e la displasia dell'anca.
L'atrofia progressiva della retina (PRA) è una displasia dei fotorecettori della retina (coni e bastoncelli) a supposta base autosomica recessiva. Comporta una progressiva diminuzione della capacità visiva dovuta a una completa degenerazione dei coni e dei bastoncelli; l'esito è rappresentato dalla cecità. Per la PRA è disponibile un test genetico per identificare soggetti sani, malati o portatori sani.
La displasia dell'anca è la principale patologia dell'articolazione coxo-femorale presente in tutte le razze canine ed è la causa più frequente di osteoartrite a carico di tale articolazione. Per identificare la displasia è necessario effettuare delle lastre radiografiche da inviare alle centrali di lettura autorizzate.
La sordità congenita è un ulteriore problema: secondo uno studio effettuato alla Louisiana State University (USA), Il 6,3% dei cani di questa razza è sordo.
Una particolare forma di cardiomiopatia dilatativa carenziale colpisce alcuni esemplari (come il cocker americano) dotati di scarsi livelli plasmatici di taurina e di L-carnitina, essenziali per la normalità strutturale e funzionale di retina, piastrine e cuore. Le diete contenenti proteine animali e vegetali forniscono in genere quantità adeguate di taurina. Pochi cani affetti da cardiomiopatia dilatativa vengono trattati, oltre che con diuretici e vasodilatatori, con questo aminoacido, perché poco conosciuto. Se il cane è affetto da cardiomiopatia per mancanza di taurina, in seguito a somministrazione il quadro clinico dovrebbe migliorare in qualche settimana fino alla totale scomparsa del problema.

## Galleria d'immagini

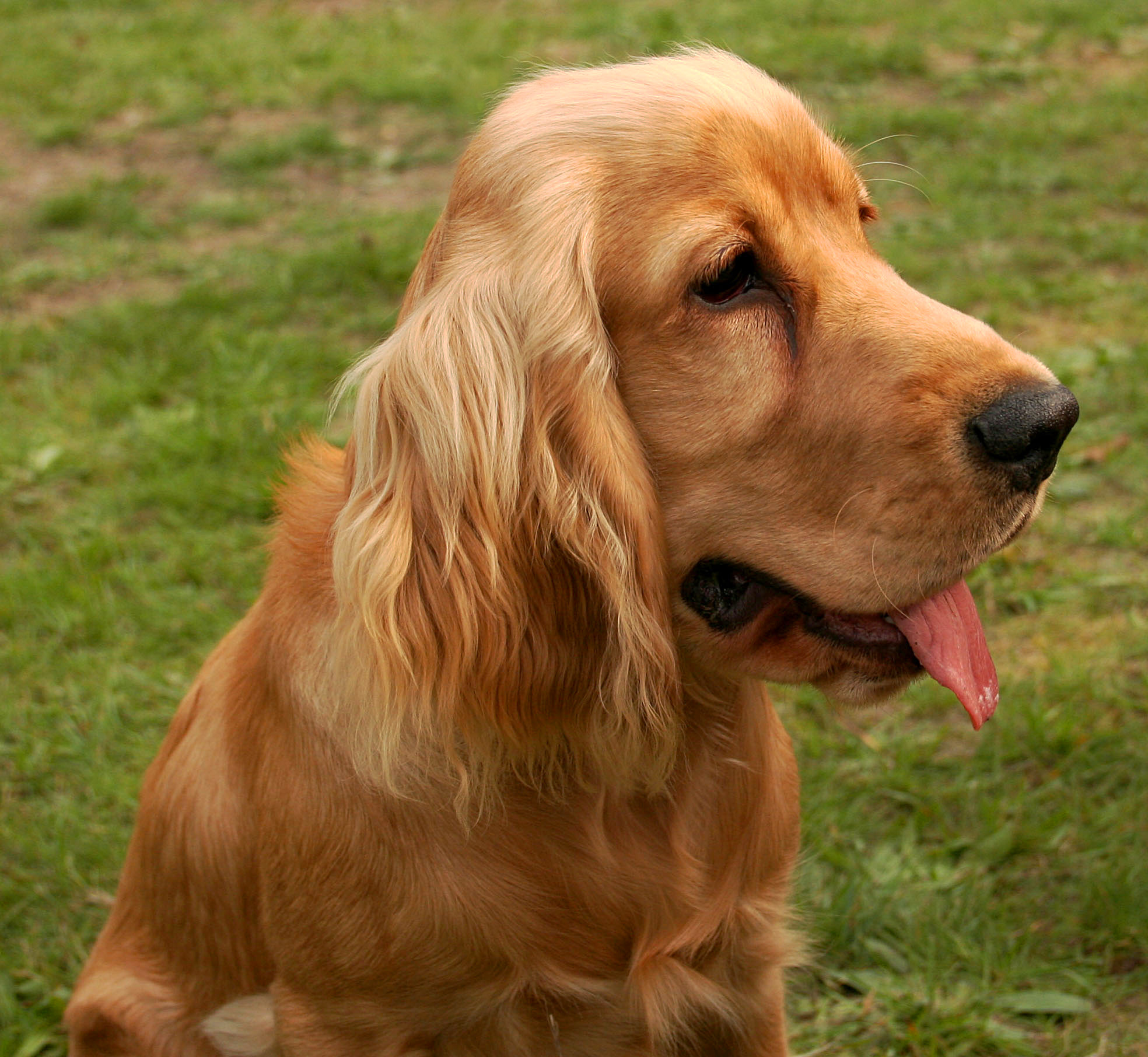
Cocker spaniel fulvo
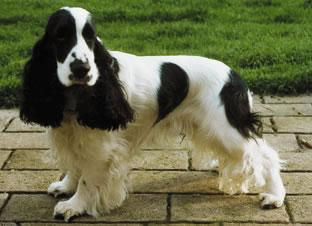
Cocker spaniel pluricolore: bianco e nero
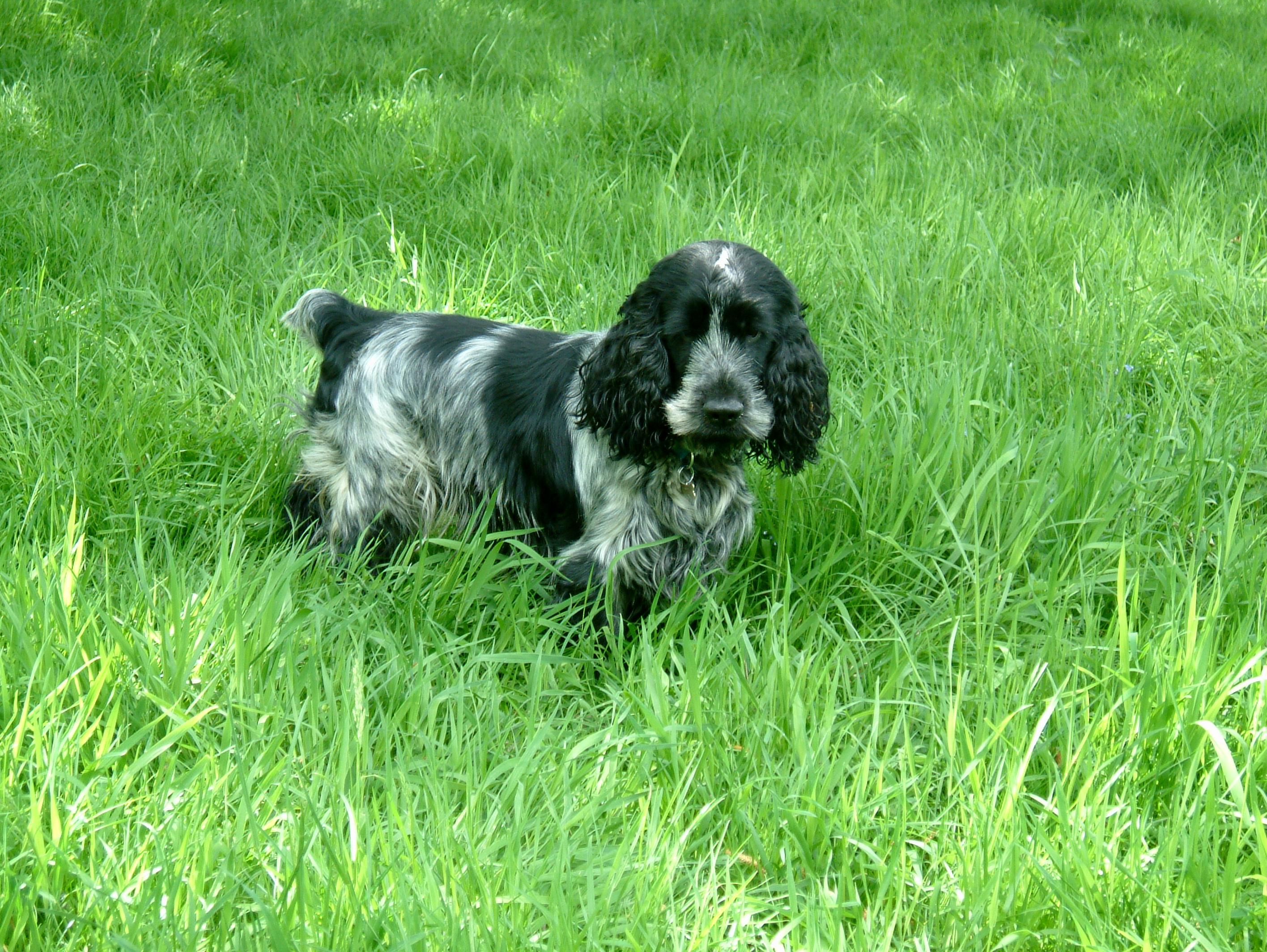
Cocker spaniel pluricolore: blu roano
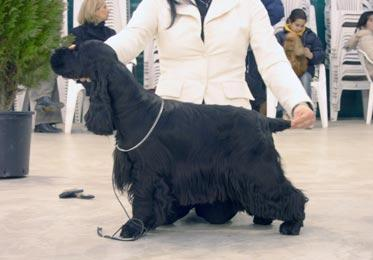
Cocker spaniel nero